# Санта-Маргаріза-і-алс-Монжус
Са́нта-Маргарі́за-і-алс-Мо́нжус (кат. Santa Margarida i els Monjos) — муніципалітет, розташований в Автономній області Каталонія, в Іспанії. Знаходиться у районі (кумарці) Ал-Панадес провінції Барселона, згідно з новою адміністративною реформою перебуватиме у складі Баґарії (округи) Барселона.

## Населення
Населення міста (у 2007 р.) становить 6.459 осіб (з них менше 14 років — 16,6 %, від 15 до 64 — 72,1 %, понад 65 років — 11,3 %). У 2006 р. народжуваність склала 92 особи, смертність — 33 особи, зареєстровано 46 шлюбів. У 2001 р. активне населення становило 2.558 осіб, з них безробітних — 218 осіб.

Серед осіб, які проживали на території міста у 2001 р., 3.373 народилися в Каталонії (з них 2.300 осіб у тому самому районі, або кумарці), 1.306 осіб приїхало з інших областей Іспанії, а 363 особи приїхали з-за кордону. 

Університетську освіту має 6,9 % усього населення. 

У 2001 р. нараховувалося 1.687 домогосподарств (з них 14,6 % складалися з однієї особи, 25,8 % з двох осіб,23,9 % з 3 осіб, 22,8 % з 4 осіб, 9,2 % з 5 осіб, 2,7 % з 6 осіб, 0,7 % з 7 осіб, 0,2 % з 8 осіб і 0,1 % з 9 і більше осіб).

Активне населення міста у 2001 р. працювало у таких сферах діяльності: у сільському господарстві — 2,5 %, у промисловості — 47 %, на будівництві — 9,7 % і у сфері обслуговування — 40,8 %. 

 У муніципалітеті або у власному районі (кумарці) працює 3.560 осіб, поза районом — 1.134 особи.

### Безробіття
У 2007 р. нараховувалося 235 безробітних (у 2006 р. — 224 безробітних), з них чоловіки становили 31,1 %, а жінки — 68,9 %.

## Економіка

### Підприємства міста

#### Промислові підприємства
| \| Промислові підприємства міста, за сферою діяльності \| Промислові підприємства міста, за сферою діяльності \| Промислові підприємства міста, за сферою діяльності \| \| Рік \| 2002 р. \| 2001 р. \| \| --------------------------------------------------- \| --------------------------------------------------- \| --------------------------------------------------- \| \| Енергетичні та водні ресурси \| 2,4 % \| 1,3 % \| \| Хімія та метали \| 12,9 % \| 14,5 % \| \| Переробка металів \| 43,5 % \| 40,8 % \| \| Продукти харчування \| 17,6 % \| 18,4 % \| \| Текстиль \| 2,4 % \| 2,6 % \| \| Виробництво меблів, видання \| 14,1 % \| 14,5 % \| \| Інше \| 7,1 % \| 7,9 % \| \| Усього підприємств \| 85 \| 76 \| |         |         |
| Промислові підприємства міста, за сферою діяльності |         |         |
| Рік | 2002 р. | 2001 р. |
| Енергетичні та водні ресурси | 2,4 %   | 1,3 %   |
| Хімія та метали | 12,9 %  | 14,5 %  |
| Переробка металів | 43,5 %  | 40,8 %  |
| Продукти харчування | 17,6 %  | 18,4 %  |
| Текстиль | 2,4 %   | 2,6 %   |
| Виробництво меблів, видання | 14,1 %  | 14,5 %  |
| Інше | 7,1 %   | 7,9 %   |
| Усього підприємств | 85      | 76      |

#### Роздрібна торгівля
| \| Підприємства роздрібної торгівлі міста, за сферою діяльності \| Підприємства роздрібної торгівлі міста, за сферою діяльності \| Підприємства роздрібної торгівлі міста, за сферою діяльності \| \| Рік \| 2002 р. \| 2001 р. \| \| ------------------------------------------------------------ \| ------------------------------------------------------------ \| ------------------------------------------------------------ \| \| Продукти харчування \| 43,3 % \| 44,8 % \| \| Одяг та взуття \| 16,4 % \| 14,9 % \| \| Товари для дому \| 9 % \| 9 % \| \| Книги та періодичні видання \| 1,5 % \| 3 % \| \| Промислова хімічна продукція \| 7,5 % \| 7,5 % \| \| Продукція, пов'язана з транспортними засобами \| 4,5 % \| 6 % \| \| Інше \| 17,9 % \| 14,9 % \| \| Усього підприємств \| 67 \| 67 \| |         |         |
| Підприємства роздрібної торгівлі міста, за сферою діяльності |         |         |
| Рік | 2002 р. | 2001 р. |
| Продукти харчування | 43,3 %  | 44,8 %  |
| Одяг та взуття | 16,4 %  | 14,9 %  |
| Товари для дому | 9 %     | 9 %     |
| Книги та періодичні видання | 1,5 %   | 3 %     |
| Промислова хімічна продукція | 7,5 %   | 7,5 %   |
| Продукція, пов'язана з транспортними засобами | 4,5 %   | 6 %     |
| Інше | 17,9 %  | 14,9 %  |
| Усього підприємств | 67      | 67      |

#### Сфера послуг
| \| Підприємства міста, що працюють у сфері послуг, за діяльністю \| Підприємства міста, що працюють у сфері послуг, за діяльністю \| Підприємства міста, що працюють у сфері послуг, за діяльністю \| \| Рік \| 2002 р. \| 2001 р. \| \| ------------------------------------------------------------- \| ------------------------------------------------------------- \| ------------------------------------------------------------- \| \| Гуртова торгівля \| 14,1 % \| 13,7 % \| \| Готелі та готельний бізнес \| 19,2 % \| 18,5 % \| \| Транспорт та зв'язок \| 22,6 % \| 22,6 % \| \| Посередницькі фінансові послуги \| 3,4 % \| 3,6 % \| \| Послуги підприємствам \| 1,7 % \| 1,8 % \| \| Послуги фізичним особам \| 24,3 % \| 24,4 % \| \| Нерухомість та ін. \| 14,7 % \| 15,5 % \| \| Усього підприємств \| 177 \| 168 \| |         |         |
| Підприємства міста, що працюють у сфері послуг, за діяльністю |         |         |
| Рік | 2002 р. | 2001 р. |
| Гуртова торгівля | 14,1 %  | 13,7 %  |
| Готелі та готельний бізнес | 19,2 %  | 18,5 %  |
| Транспорт та зв'язок | 22,6 %  | 22,6 %  |
| Посередницькі фінансові послуги | 3,4 %   | 3,6 %   |
| Послуги підприємствам | 1,7 %   | 1,8 %   |
| Послуги фізичним особам | 24,3 %  | 24,4 %  |
| Нерухомість та ін. | 14,7 %  | 15,5 %  |
| Усього підприємств | 177     | 168     |

## Житловий фонд
У 2001 р. 1,7 % усіх родин (домогосподарств) мали житло метражем до 59 м2, 32,7 % — від 60 до 89 м2, 41,6 % — від 90 до 119 м2 і
24 % — понад 120 м2.

З усіх будівель у 2001 р. 20,4 % було одноповерховими, 57,5 % — двоповерховими, 18,4 % — триповерховими, 2,1 % — чотириповерховими, 0,2 % — п'ятиповерховими, 0,9 % — шестиповерховими,
0,1 % — семиповерховими, 0,4 % — з вісьмома та більше поверхами.

## Автопарк
| \| Автомобілі, зареєстровані у місті, за призначенням \| Автомобілі, зареєстровані у місті, за призначенням \| Автомобілі, зареєстровані у місті, за призначенням \| \| Рік \| 2006 р. \| 2005 р. \| \| -------------------------------------------------- \| -------------------------------------------------- \| -------------------------------------------------- \| \| Приватні автомобілі \| 67,4 % \| 67,7 % \| \| Мотоцикли \| 7,8 % \| 7,3 % \| \| Вантажівки \| 17,1 % \| 16,9 % \| \| Трактори \| 2,4 % \| 2,9 % \| \| Автобуси та ін. \| 5,3 % \| 5,3 % \| \| Усього автомобілів \| 4.794 шт. \| 4.494 шт. \| |           |           |
| Автомобілі, зареєстровані у місті, за призначенням |           |           |
| Рік | 2006 р.   | 2005 р.   |
| Приватні автомобілі | 67,4 %    | 67,7 %    |
| Мотоцикли | 7,8 %     | 7,3 %     |
| Вантажівки | 17,1 %    | 16,9 %    |
| Трактори | 2,4 %     | 2,9 %     |
| Автобуси та ін. | 5,3 %     | 5,3 %     |
| Усього автомобілів | 4.794 шт. | 4.494 шт. |

## Вживання каталанської мови
У 2001 р. каталанську мову у місті розуміли 95,3 % усього населення (у 1996 р. — 97,4 %), вміли говорити нею 76,2 % (у 1996 р. — 83,4 %), вміли читати 75 % (у 1996 р. — 83,2 %), вміли писати 50,6 % (у 1996 р. — 55,2 %). Не розуміли каталанської мови 4,7 %.

## Політичні уподобання
У виборах до Парламенту Каталонії у 2006 р. взяло участь 2.426 осіб (у 2003 р. — 2.558 осіб). Голоси за політичні сили розподілилися таким чином:
| \| Вибори до Парламенту Каталонії \| Вибори до Парламенту Каталонії \| Вибори до Парламенту Каталонії \| \| Рік \| 2006 р. \| 2003 р. \| \| -------------------------------------- \| ------------------------------ \| ------------------------------ \| \| Конвергенція та Єднання (CiU) \| 30,1 % \| 31 % \| \| Соціалістична партія Каталонії (PSC) \| 37,4 % \| 40,7 % \| \| Народна партія (PP) \| 6,5 % \| 7,8 % \| \| Ініціатива за зелену Каталонію (IC) \| 8,5 % \| 4 % \| \| Республіканська лівиця Каталонії (ERC) \| 13,8 % \| 15,3 % \| \| Громадянська партія (C's) \| 1,2 % \| 0 % \| \| Інші \| 2,6 % \| 1,2 % \| |         |         |
| Вибори до Парламенту Каталонії |         |         |
| Рік | 2006 р. | 2003 р. |
| Конвергенція та Єднання (CiU) | 30,1 %  | 31 %    |
| Соціалістична партія Каталонії (PSC) | 37,4 %  | 40,7 %  |
| Народна партія (PP) | 6,5 %   | 7,8 %   |
| Ініціатива за зелену Каталонію (IC) | 8,5 %   | 4 %     |
| Республіканська лівиця Каталонії (ERC) | 13,8 %  | 15,3 %  |
| Громадянська партія (C's) | 1,2 %   | 0 %     |
| Інші | 2,6 %   | 1,2 %   |

У муніципальних виборах у 2007 р. взяло участь 2.719 осіб (у 2003 р. — 2.685 осіб). Голоси за політичні сили розподілилися таким чином:
| \| Муніципальні вибори \| Муніципальні вибори \| Муніципальні вибори \| \| Рік \| 2007 р. \| 2003 р. \| \| -------------------------------------- \| ------------------- \| ------------------- \| \| Конвергенція та Єднання (CiU) \| 31,5 % \| 29 % \| \| Соціалістична партія Каталонії (PSC) \| 53,4 % \| 66 % \| \| Народна партія (PP) \| 3,6 % \| 5,1 % \| \| Ініціатива за зелену Каталонію (IC) \| 0 % \| 0 % \| \| Республіканська лівиця Каталонії (ERC) \| 11,5 % \| 0 % \| \| Громадянська партія (C's) \| 0 % \| 0 % \| \| Інші \| 0 % \| 0 % \| |         |         |
| Муніципальні вибори |         |         |
| Рік | 2007 р. | 2003 р. |
| Конвергенція та Єднання (CiU) | 31,5 %  | 29 %    |
| Соціалістична партія Каталонії (PSC) | 53,4 %  | 66 %    |
| Народна партія (PP) | 3,6 %   | 5,1 %   |
| Ініціатива за зелену Каталонію (IC) | 0 %     | 0 %     |
| Республіканська лівиця Каталонії (ERC) | 11,5 %  | 0 %     |
| Громадянська партія (C's) | 0 %     | 0 %     |
| Інші | 0 %     | 0 %     |